# Helius stenorhynchus
Helius stenorhynchus är en tvåvingeart. Helius stenorhynchus ingår i släktet Helius och familjen småharkrankar.

## Underarter
Arten delas in i följande underarter:
- H. s. coracinus
- H. s. stenorhynchus